# Тренке-Ашен, Паскаль
Паскаль Мари Одетт Марсей Тренке-Ашен (фр. Pascale Marie Odette Marcelle Trinquet-Hachin, р.11 августа 1958) — французская фехтовальщица-рапиристка, олимпийская чемпионка, призёр чемпионата мира. 

## Биография
Родилась в 1958 году в Марселе. Сестра призёра Олимпийских игр Вероник Тренке. В 1980 году стала чемпионкой Олимпийских игр в Москве в личном и командном первенстве. В 1984 году стала обладательницей бронзовой медали Олимпийских игр в Лос-Анджелесе в командном первенстве. В 1985 году завоевала бронзовую медаль чемпионата мира.